# Lycopodiella contexta
Lycopodiella contexta är en lummerväxtart som först beskrevs av C. Martius, och fick sitt nu gällande namn av Josef Holub. Lycopodiella contexta ingår i släktet strandlumrar, och familjen lummerväxter. Inga underarter finns listade i Catalogue of Life.